# Хорна Вес (Прјевидза)
Хорна Вес (слч. Horná Ves) насељено је мјесто са административним статусом сеоске општине (слч. obec) у округу Прјевидза, у Тренчинском крају, Словачка Република.

## Становништво
| Година:    | 1994. | 2004.   | 2014.    | 2024.    |
| ---------- | ----- | ------- | -------- | -------- |
| Број људи: | 1097  | 1073    | 1467     | 1090     |
| Разлика:   |       | -2,18 % | +36,71 % | -25,69 % |

| Година:    | 2023. | 2024.   |
| ---------- | ----- | ------- |
| Број људи: | 1083  | 1090    |
| Разлика:   |       | +0,64 % |

Према подацима о броју становника из 2011. године насеље је имало 1.472 становника.